# 科马亚瓜
科马亚瓜（西班牙語：Comayagua）是洪都拉斯的一座城市，为科馬亞瓜省省会。
2008年科马亚瓜有87,805名居民。

## 地理
科马亚瓜位于特古西加尔巴西北80公里，圣佩德罗苏拉南约77.6英里。

## 历史
在西班牙人征服美洲时期在当地生活的人说兰卡语。科马亚瓜建城于1537年12月8日。名义上西班牙人以此以查理五世和聖母無染原罪瞻禮的名义占领当地。
最初在这里建城的人把它的地理位置描写为，离海洋、“尼加拉瓜”的中心和莱昂等距。这里土地肥沃，有丰盛的草地、大量农作物，空气良好，天空晴朗。
西班牙人在这里选择了一个没有树木的高地开始建城分地。
被驱逐的原住民点燃了西班牙人的稻草屋顶，由此把他们在这里分地的计划推迟了两年。

### 地主会议
1540年起长期为洪都拉斯首都。1543年9月3日腓力二世下令地主会议在科马亚瓜召开。同时他把这个领地授命为圣玛丽亚的科马亚瓜的新巴利亚多利德，这个名字是按照他的住所的名字巴利亚多利德起的。
科马亚瓜位于内地，不会受到海盗的袭击，它的土壤非常丰沃，适宜农业和畜牧业，加上附近拥有产量很高的银矿，因此它的居民增长迅速。当时市内的房屋是用木材和瓦建造的。1533年这里建造了一座修道院。

### 主教驻地
1551年在科马亚瓜建造了一座石教堂。1552年科马亚瓜的牧师被任命为洪都拉斯的第三任主教。当时洪都拉斯的主教驻地位于特鲁希略。而特鲁希略正受到英国和法国海盗的劫掠。科马亚瓜并不是主教驻地，也没有主教座堂。因此新主教向地主会议申请把主教驻地迁移到科马亚瓜。估计1559年到1562年之间教宗批准了这个迁移。1560年科马亚瓜主教在墨西哥正式获得他的任命书。
1564年科马亚瓜唯有的教堂被扩建为洪都拉斯的主教座堂，科马亚瓜成为教省。批准这个迁移的王家证书上写的日期是1572年。1574年王家银行也被阿迁到科马亚瓜，原因是因为科马亚瓜附近富饶的银矿。
1577年腓力二世把科马亚瓜提升为市。1582年国王问科马亚瓜的教堂作为主教座堂是否合适。主教获得了钱财雇用工匠把教堂扩建。
估计科马亚瓜从1555年开始就开始试图把主教驻地迁到科马亚瓜了。从1559年到1562年间留下了多分以他的名义签署的文件突出科马亚瓜的优点。要把一个主教的驻地迁移不是一件容易的事情。民事、军事和教会机构都要赞同才行。
各机构拉长这个过程来防止科马亚瓜成为一个过于强大的权力中心。科马亚瓜律属于新西班牙副王區。
1774年和1804年科马亚瓜受到地震破坏。
1812年洪都拉斯从西班牙独立是在科马亚瓜宣布的。1817年11月地主会议同意德古西加巴在除防御外的所有事物上自主。1821年和1822年科马亚瓜是阿古斯汀一世的墨西哥帝国中科马亚瓜省的省会，当时只有在德古西加巴还有反抗墨西哥占领的抵抗。从1823年起科马亚瓜是中美洲联合省中科马亚瓜省的省会。
从1823年开始洪都拉斯政府驻地不断在科马亚瓜和德古斯加巴之间交替。1827年5月10日联合省政府军队占领科马亚瓜。何塞·迪奥尼西奥·德拉特里尼达·德·埃雷拉·伊迪亚斯·德尔瓦雷被解职并遭到被捕。弗朗西斯科·莫拉桑击退联合省军后成为科马亚瓜省的总督。1880年10月30日洪都拉斯方才正式迁都特古西加尔巴。

科马亚瓜作为洪都拉斯长期的政治中心，建筑风格具有浓郁的西班牙殖民地风格，近年来已成为旅游胜地。

## 名胜
- 中央广场
- 16世纪建立的
- 1711年12月8日启用的主教座堂（西班牙语：Catedral de la Inmaculada Concepción (Comayagua)）

## 体育

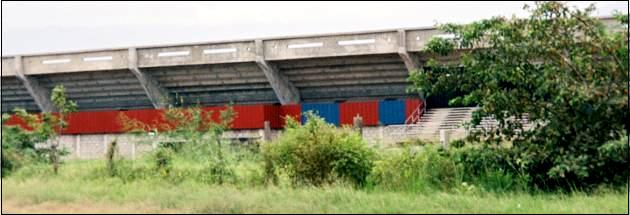
2005年运动场建造时期

科马亚瓜有一名为“西班牙足球俱乐部”的足球俱乐部。

## 空军基地
1982年在科马亚瓜以南15千米处建造了一座三千米宽，20千米长的空军基地。这是中美洲面积最大的空军基地。它是以足球戰爭中的一名飞行员命名的。基地上驻有约550名美国军人，加上650名平民职员。他们的任务是进行人道主义干涉。

## 名人
- 诺埃尔·瓦莱德斯，足球运动员